# Thunderbugs
Thunderbugs était un groupe féminin britannique qui a connu une brève popularité en 1999. À la différence de la plupart des girls bands, les filles du groupe jouaient de leur propre instrument de musique. Leur premier single Friends Forever a été classé à la 5e place du hit-parade anglais en septembre 1999. Leur seconde single, It's About Time You Were Mine, n'a pas réussi à atteindre le Top 40. À la suite de ce flop, leur album Delicious n'est jamais sorti et le groupe s'est dissous fin 1999.

## Membres du groupe
- Jane Vaughan : chanteuse
- Stef Maillard : guitare basse et chœur
- Nicky Shaw : batterie et chœur
- Brigitta Jansen : guitare

## Discographie
Delicious, le premier et seul album de Thunderbugs a été retardé en raison du flop du second single du groupe It's About Time You Were Mine. Il est officiellement sorti en 2000, uniquement en Minidisc au Royaume-Uni et en CD dans le reste de l'Europe. L'album contient des reprises de Does Your Heart Still Break de Simon Climie, Angel of the Morning d'Evie Sands, Jealous des Divinyls et Delicious de Semisonic.

## Singles
- Friends Forever (1999) - #5 UK
- It's About Time You Were Mine (1999) - #43 UK